# Ламаново (Омская область)
Ламаново — село в Колосовском районе Омской области. Административный центр Ламановского сельского поселения.

## История
Основано в 1785 году. В 1928 году село состояло из 132 хозяйств, основное население — русские. Центр Ламановского сельсовета Нижне-Колосовского района Тарского округа Сибирского края.

## Население
| 1926 | 2010 |
| ---- | ---- |
| 741  | ↘518 |